# غزنرة إسفينية الأوراق
غزنرة إسفينية الأوراق (الاسم العلمي:Gesneria cuneifolia) هي نوع من النباتات تتبع جنس الغزنرة من الفصيلة الغزنرية.